# Mesiphiastus
Mesiphiastus is een kevergeslacht uit de familie van de boktorren (Cerambycidae). De wetenschappelijke naam van het geslacht werd voor het eerst geldig gepubliceerd in 1959 door Breuning.

## Soorten
Mesiphiastus omvat de volgende soorten:
- Mesiphiastus laterialbus Breuning, 1970
- Mesiphiastus pubiventris (Pascoe, 1862)
- Mesiphiastus fulvescens (Pascoe, 1863)
- Mesiphiastus lentus (Blackburn, 1901)
- Mesiphiastus pallidus (Aurivillius, 1917)
- Mesiphiastus subfulvescens Breuning, 1970
- Mesiphiastus subtuberculatus (White, 1858)